# Luís de Évreux
Luís Capeto (3 de maio de 1276 - Paris, 19 de maio de 1319) foi conde de Évreux. Era filho do rei Filipe III da França e de sua segunda esposa Maria de Brabante e meio-irmão mais novo de Filipe IV e de Carlos de Valois.
Homem de postura calma e reflectiva. Todavia, foi forte defensor dos direitos do estado e da Igreja, e apoiou Filipe IV contra o papa Bonifácio VIII. Em 1297, 1304 e 1315, participou das campanhas em Flandres.
Nos conselhos de Luís X, presenciava as discussões entre Carlos de Valois e Enguerrando de Marigny, apoiando o segundo. Após a morte deste passou a apoiar o seu segundo sobrinho, Filipe de Poitiers, ao contrário do terceiro filho de Filipe IV, Carlos da Marca, na facção do seu irmão de Carlos de Valois.
Casou-se, em 1301, com Margarida de Artois, a filha mais velha de Filipe d'Artois, senhor de Conches, e de Branca da Bretanha, e nasceram dessa união:
- Maria (1303-1335), casada com João III, duque de Brabante;
- Filipe (1306-1343), conde d'Angoulême e de Mortain, seu sucessor e futuro rei de Navarra;
- Margarida (1307-1350), casada com Guilherme XII, conde de Auvérnia e de Bolonha;
- Carlos (-1336), barão e, depois, conde de Étampes;
- Joana (1310-1371), casada com Carlos IV da França.

Faleceu em Paris, aos 43 anos, de tifo. Seu corpo foi sepultado na igreja dos Jacobinos de Paris.